# Greta Thunberg
Greta Thunberg (/²ɡreːta ²tʉːnbærj/, transcripció segons l'alfabet fonètic internacional) (Estocolm, 3 de gener de 2003) és una activista mediambiental sueca. L'agost de 2018, als 15 anys d'edat, va començar a protestar a la rodalia del Riksdag (Parlament de Suècia), per la necessitat d'accions immediates per combatre el canvi climàtic i generar consciència sobre l'escalfament global. També ha destacat pel seu compromís solidari amb els drets del poble de Palestina, i denunciant l'ocupació i l'agressió israeliana a Gaza que com altres nombrosos autors i organismes internacionals, ha qualificat de genocidi, i ha relacionat amb la justícia climàtica,
La seva «vaga escolar pel clima» va començar a atreure l'atenció als mitjans de comunicació i des d'aleshores s'ha convertit en una activista del clima. En resposta a la publicitat, la vaga escolar del moviment climàtic va començar el novembre del 2018 i es va estendre mundialment després de la Conferència de Canvi Climàtic de les Nacions Unides (COP24) el desembre del mateix any. El gener de 2019 va ser convidada a parlar al Fòrum Econòmic Mundial de Davos. Es calcula que el 15 de març de 2019, 1,4 milions d'estudiants a 112 països del món es van unir a la seva crida per protestar i fer vaga. Un esdeveniment similar on van participar estudiants de 125 països va tenir lloc el 24 de maig de 2019. El juliol de 2019, en representació de l'Organització dels Països Exportadors de Petroli (OPEP), el secretari general Mohammed Barkindo va declarar que Thunberg i altres joves activistes climàtics eren la «més gran» amenaça per a la indústria del combustible fòssil.
Thunberg ha rebut diversos premis i honors pel seu activisme. Al març del 2019, tres membres del parlament noruec van nominar a Thunberg per al Premi Nobel de la Pau. El maig del 2019, als 16 anys, va ser presentada a la portada de la revista Time. Alguns mitjans de comunicació han descrit el seu impacte en l'escenari mundial com l'«efecte Greta Thunberg».
El 2025 va participar en la flotilla que provava de fer arribar ajuda humanitària a Gaza durant la guerra i bloqueig total d'aliments per part d'Israel contra la població d'aquest territori palestí. El seu vaixell Madleen fou abordat i segrestat de forma il·legal el 9 de juny per les tropes israelianes. Greta Thunberg fou segrestada, com la resta d'ocupants del vaixell, entre els quals activistes de drets humans i diputats europeus, i deportada poc després. Va denunciar que els governs del món ignoren el que està passant a Gaza.a causa del racisme. Organismes com Amnistia Internacional va denunciar que l'assalt i segrest del vaixell per part d'Israel era un acte contra la llei internacional.

## Biografia
Greta Thunberg va néixer el 3 de gener de 2003. La seva mare és la cantant d'òpera sueca Malena Ernman i el seu pare és l'actor, productor i escriptor suec Svante Thunberg (anomenat així en honor del seu parent llunyà, el científic Svante Arrhenius). El seu avi és l'actor i director Olof Thunberg.
En una conferència al TEDx Estocolm el novembre de 2018, Thunberg va dir que va sentir per primera vegada parlar del canvi climàtic als vuit anys i que no podia entendre per què s'estava fent tan poc al respecte. Als 11 anys, es va deprimir i va deixar de parlar. Més endavant, se li va diagnosticar síndrome d'Asperger, trastorn obsessivocompulsiu (TOC) i mutisme selectiu. Va afegir que el mutisme selectiu significava que només parlava quan era necessari i que «ara és un d'aquests moments»; i que estar en l'«espectre» era un avantatge «ja que gairebé tot és negre o blanc». Thunberg ha dit: «Sento que m'estic morint per dins si no protesto».
Al seu pare no li agrada que no vagi a l'escola, però diu: «[Nosaltres] respectem que vulgui posicionar-se. Ella pot seure a casa i ser realment infeliç o protestar i ser feliç». Per disminuir la petjada de carboni de la seva família, va insistir que es tornessin vegans i deixessin de volar. Va dir que va convèncer els seus pares perquè deixessin de menjar carn fent-los sentir culpables. «Vaig dir-los que ens robaven el nostre futur». La seva mare també va deixar la seva carrera internacional com a cantant d'òpera. Malgrat les invitacions per parlar en esdeveniments internacionals, Greta tampoc no vola enlloc.
Thunberg diu que els seus professors estan dividits pel que fa a la seva opinió de no anar a les classes. Ella diu: «Com a persones creuen que el que faig és bo, però com a professors diuen que hauria de parar». Una professora que li donava suport va dir: «Greta és una problemàtica, no escolta els adults. Però ens dirigim a tota velocitat cap a una catàstrofe, i en aquesta situació l'únic que és raonable és ser raonable».
El maig del 2019, Penguin Books va publicar No one is Too Small to Make a Difference (Ningú és massa petit per marcar la diferència), que és un recull dels seus discursos. Penguin també té intenció de publicar Scenes from the Heart (Escenes del cor), la història de la família Thunberg. Els guanys d'aquests projectes seran donats a beneficència. També al maig del 2019, l'artista Jody Thomas va pintar un mural de Thunberg de 15 m d'altura en una paret de Bristol. Retrata la meitat inferior de la cara com si estigués sota l'aigua del mar.
El juny de 2019, Thunberg va anunciar que navegaria a través de l'Atlàntic en un iot de competició d'alta velocitat per assistir a les cimeres climàtiques de les Nacions Unides als Estats Units d'Amèrica en el marc d'un any sabàtic. I així ho va fer. El veler, equipat amb plaques solars i turbines subaquàtiques, no genera emissions de carboni. Després d'arribar a Nova York, acompanyada del seu pare, Greta va viatjar en tren i autobús fins a la conferència anual de clima de l'ONU a Xile, amb parades al Canadà, Mèxic i altres països.

## Vagues estudiantils pel canvi climàtic
El 20 d'agost de 2018, Thunberg, que en aquells dies estava en novè grau, va decidir no assistir a l'escola fins a les eleccions generals de Suècia de 2018, realitzades el 9 de setembre, després de l'onada de calor i els incendis forestals que va patir Suècia. Les seves demandes eren que el govern suec reduís les emissions de carboni sobre la base del que estableix l'Acord de París, motiu pel qual va decidir protestar asseient-se en els afores del Riksdag tots els dies durant la jornada escolar, al costat d'un cartell que deia «Skolstrejk för klimatet» (vaga escolar pel clima).
Després de les eleccions generals, Thunberg va continuar protestant només els divendres, la qual cosa va cridar l'atenció a nivell internacional. Ella va animar estudiants escolars de tot el món a participar en vagues estudiantils pel canvi climàtic. Des de desembre de 2018, més de 20.000 estudiants van realitzar manifestacions en més de 270 ciutats en diversos països del món, incloent Austràlia, Àustria, Bèlgica, Canadà, Països Baixos, Alemanya, Finlàndia, Dinamarca, Japó, Suïssa, Regne Unit i Estats Units. A Austràlia, milers d'estudiants inspirats per Thunberg, van decidir protestar els divendres, ignorant les apel·lacions del Primer ministre Scott Morrison, sobre «més aprenentatge a les escoles i menys activisme».
Thunberg acredita que es va inspirar en els adolescents activistes de l'escola Parkland de Florida, que van organitzar la March for our lives (Marxa per les nostres vides), per començar la vaga climàtica a la seva escola.

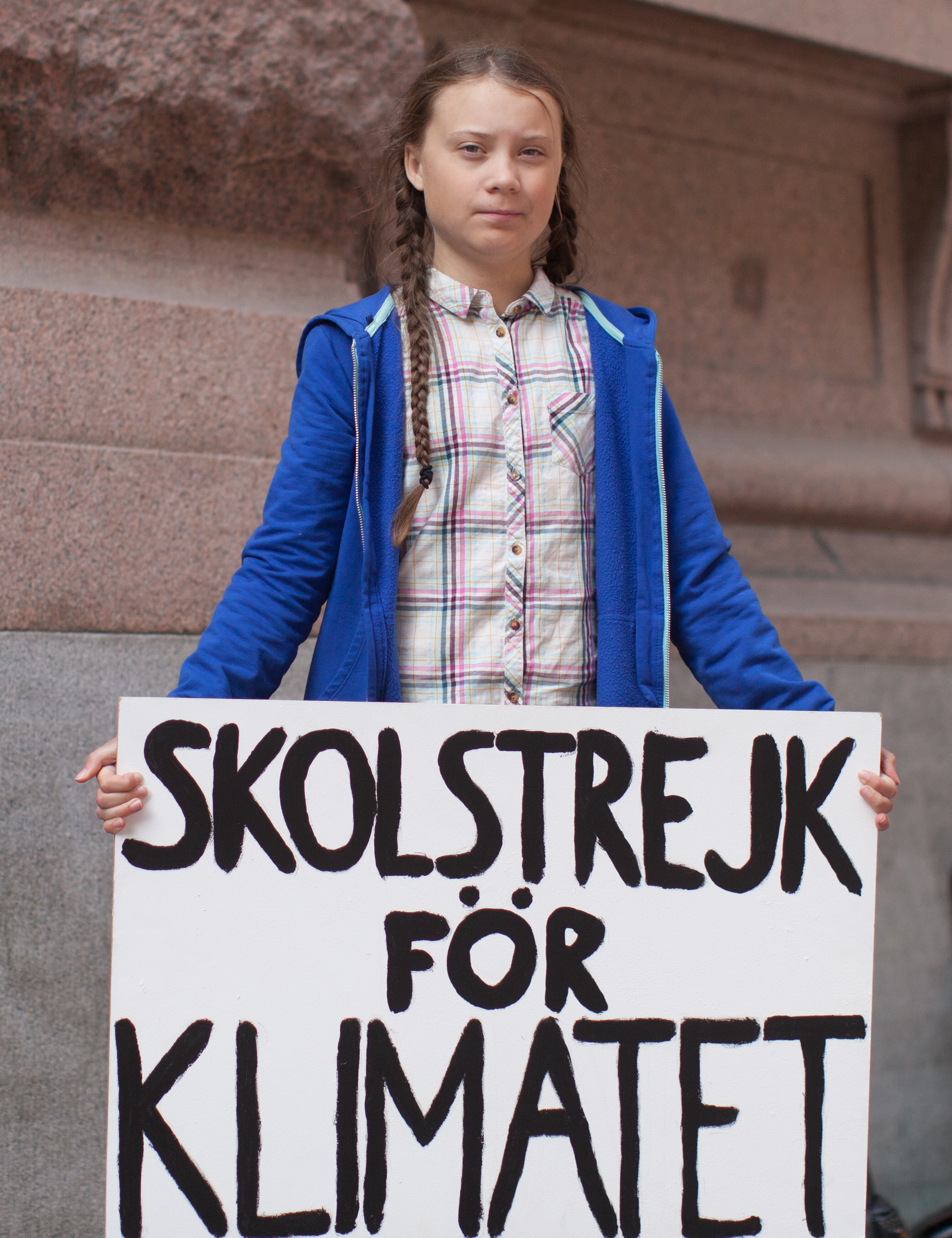
L'agost del 2018, a les rodalies de l'edifici del Parlament suec, Greta Thunberg va iniciar una vaga escolar pel clima
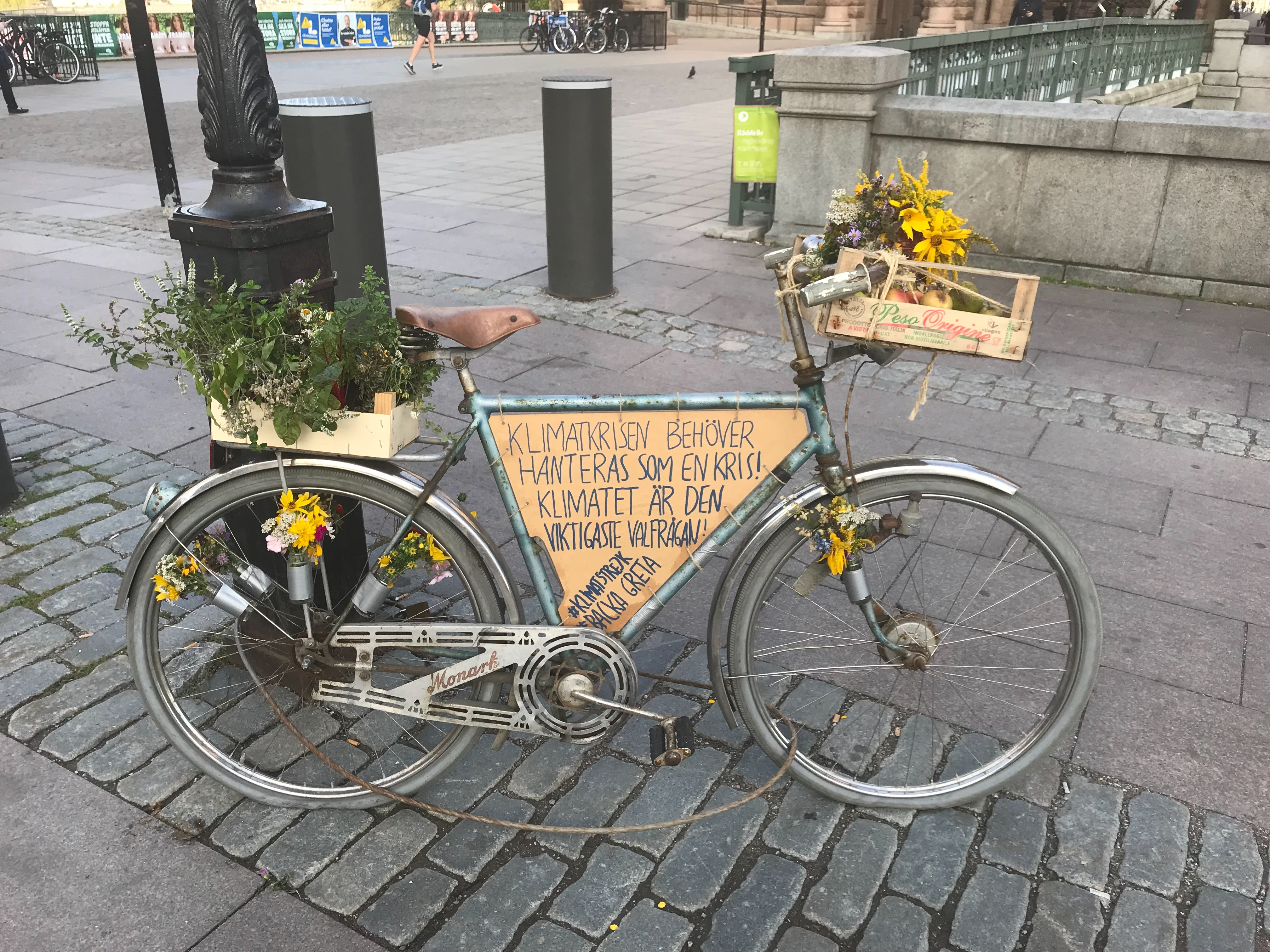
La bicicleta de Greta Thunberg a Estocolm l'11 de setembre de 2018: «La crisi climàtica ha de ser tractada com una crisi! El clima és el tema més important!»
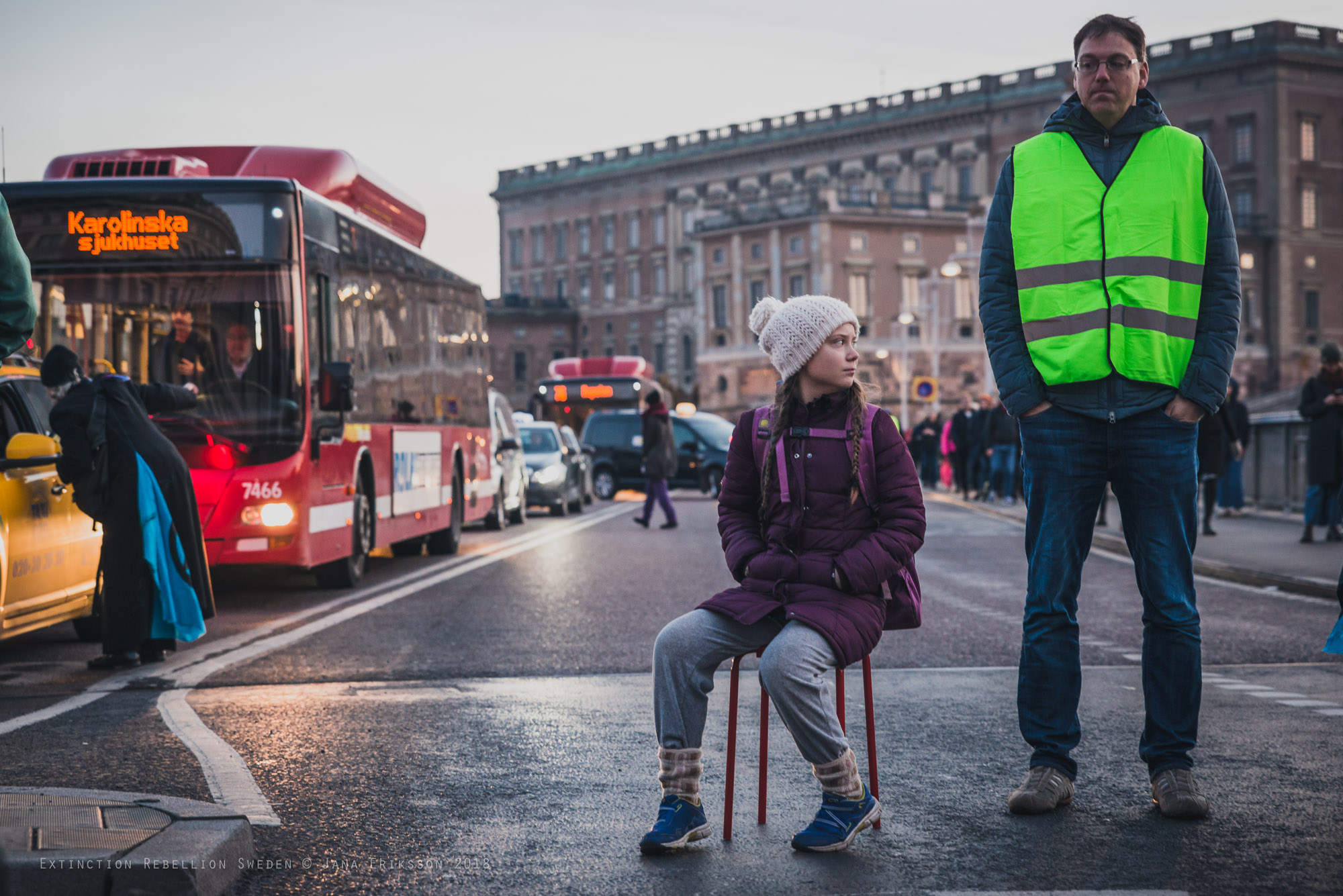
La rebel·lió contra l'extinció. Estocolm, 11 de novembre de 2018
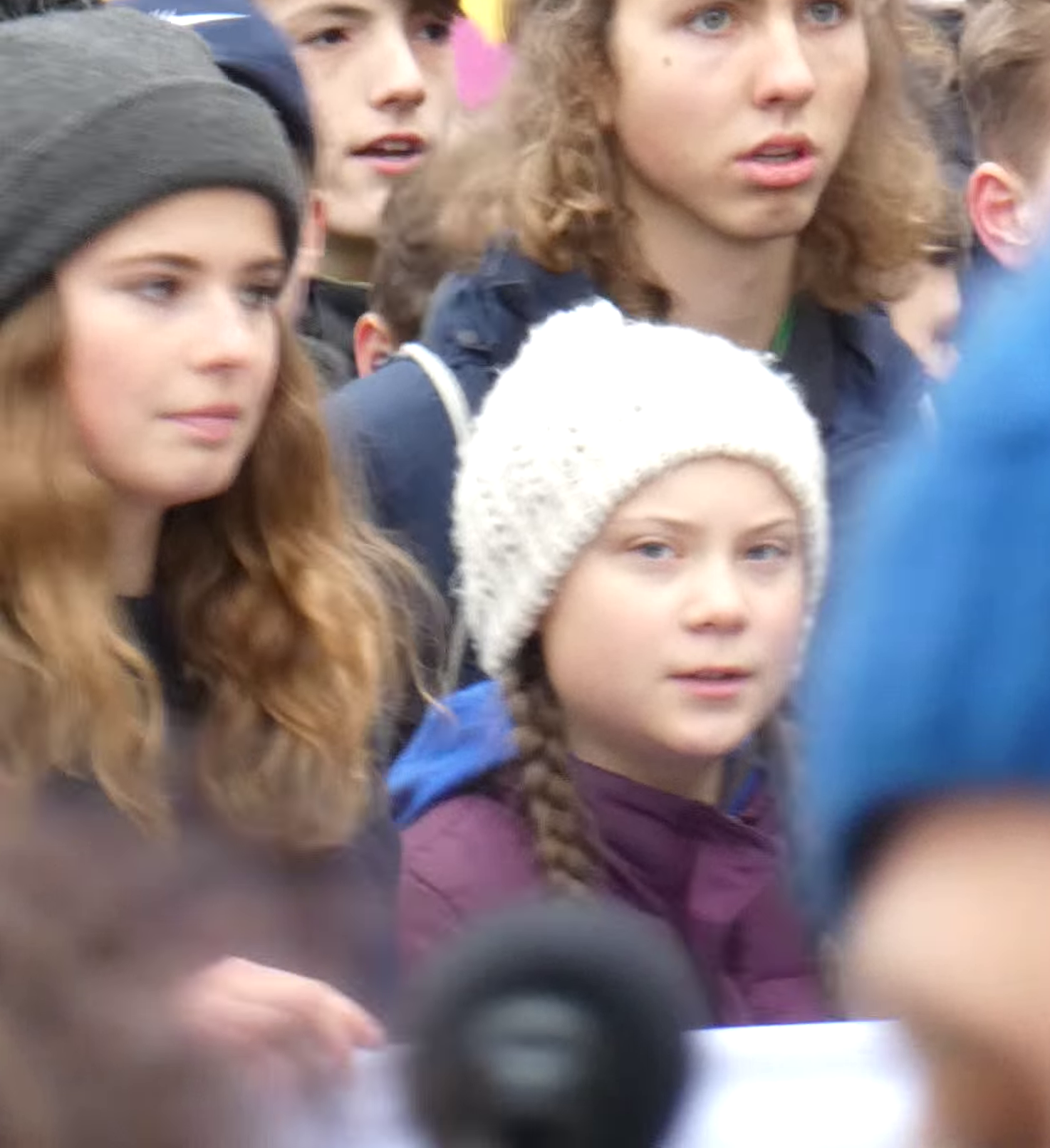
Vaga escolar pel clima. Hamburg, 1r de març de 2019
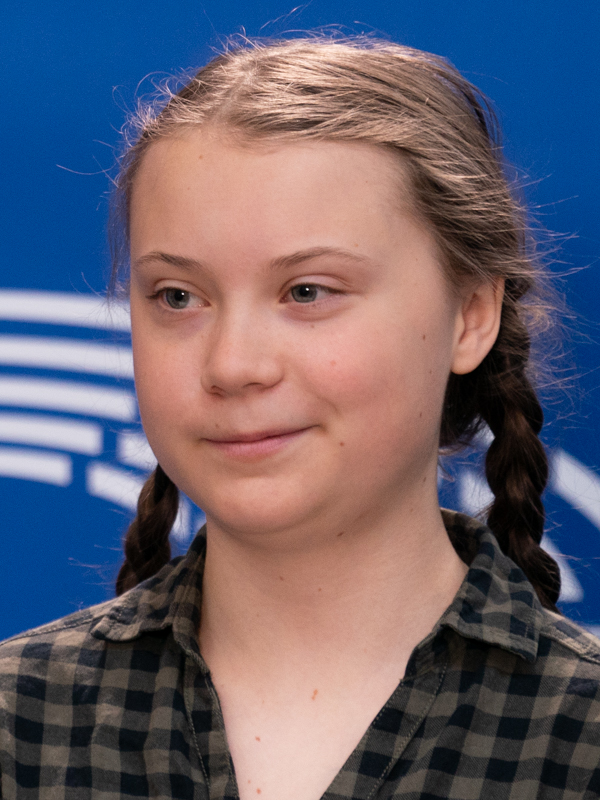
Greta Thunberg al Parlament Europeu, 2019

## Activisme
A Twitter i altres xarxes socials, Thunberg utilitza les etiquetes #Klimatstrejka, #ClimateStrike i #FridaysforFuture, que apareixen a mitjans de tot el món.
Thunberg va participar en la manifestació Rise for Climate («Dempeus pel clima») als afores del Parlament Europeu a Brussel·les i la Declaració de la Rebel·lió organitzada pel moviment Extinction Rebellion a Londres.
El 24 de novembre del 2018, va realitzar una xerrada a TEDx Estocolm. Thunberg va parlar sobre l'autisme com una forma de per què no pot entendre la inacció del govern i de la ciutadania sobre l'amenaça climàtica. Concloent la seva xerrada, Thunberg va dir: «Hem estat parlant durant trenta anys i venent idees positives. I ho sento, però no funciona. Perquè si hagués estat així, les emissions haurien baixat, però no ho han fet».

### Discurs davant la COP24
El 4 de desembre de 2018, Thunberg va realitzar un discurs davant la Cimera del Clima de les Nacions Unides (COP24), que s'estava realitzant a Katowice (Polònia), la qual obtindria notorietat en nombrosos mitjans de comunicació al voltant del món. El 12 de desembre del 2018, Thunberg va realitzar un altre discurs davant l'assemblea plena del COP24, declarant:
| «                                                                       | El meu nom és Greta Thunberg. Tinc 15 anys. Soc de Suècia. Parlo en nom de Climate Justice Now (...) Vostès només parlen del creixement econòmic verd i etern, perquè tenen massa por de no ser populars. Només parlen sobre seguir endavant amb les mateixes males idees que ens van ficar en aquest desastre, fins i tot quan l'únic sensat que poden fer és posar el fre d'emergència. No són prou madurs per dir les coses com són. Fins i tot aquesta càrrega ens la deixen a nosaltres els nens. Però a mi no m'importa ser popular. Em preocupo per la justícia climàtica i pel planeta (...) La nostra biosfera s'està sacrificant perquè les persones riques en països com el meu puguin viure de luxe. Són els sofriments de molts dels que paguen pel luxe d'uns pocs (...) Vostès diuen que estimen als seus fills per sobre de tot, però els estan robant el seu futur davant els seus propis ulls (...) Necessitem mantenir els combustibles fòssils a terra i hem de centrar-nos en l'equitat. I si les solucions dins del sistema són tan impossibles de trobar, potser hauríem de canviar el sistema en si mateix. No hem vingut aquí a pregar als líders mundials que es preocupin. Ens han ignorat en el passat i ens tornaran a ignorar. Ens hem quedat sense excuses i ens estem quedant sense temps. Hem vingut aquí per fer-los saber que el canvi està arribant, els agradi o no. El veritable poder pertany a la gent. Gràcies. | » |
| — Greta Thunberg davant la Cimera del Clima de les Nacions Unides, 2018 | |   |

### Participació en el Fòrum econòmic mundial
El gener de 2019, Greta Thunberg va viatjar amb el seu pare en un viatge de 32 hores en tren cap a Zúric (Suïssa), com a part de l'Assemblea Anual del Fòrum econòmic mundial, que es va realitzar a la ciutat de Davos, i que congregava representants de múltiples empreses, acadèmics, líders d'opinió i mitjans de comunicació de tot el món. En arribar a Suïssa, juntament amb un grup de joves seguidors, es «va asseure» als afores de la seu a on s'anava a realitzar esdeveniment, com a protesta pel canvi climàtic; a diferència dels altres convidats de l'assemblea, que es van allotjar en hotels, Thunberg va decidir fer-ho en una instal·lació temporal anomenada Arctic Basecamp, situada a les muntanyes de la ciutat. A l'arribar a l'esdeveniment, va ser rebuda per la directora gerent del Fons Monetari Internacional (FMI) Christine Lagarde. El 24 de gener, Thunberg va ser membre d'una sessió en què va participar juntament amb el cantant Bono, la economista Christiana Figueres, l'antropòloga Jane Goodall i l'economista Kengo Sakurada.

El 26 de gener, va ser partícip en una sessió anomenada Preparant-nos per l'alteració climàtica, en què també va participar el president del Banc de França, François Villeroy, i el conseller delegat de la companyia estatunidenca Expedia, Mark Okerstrom. Allà, Thunberg va realitzar un altre discurs que, igual que el realitzat a la COP24, va obtenir notorietat mundial:
| «                                                                          | La nostra casa està en flames. Segons l'IPCC, estem a 12 anys de poder resoldre els nostres errors. A Davos, a la gent li agrada parlar sobre l'èxit, però el seu èxit financer ha tingut un preu inimaginable, i pel que fa al canvi climàtic, hem de reconèixer que hem fracassat. Tots els moviments polítics en la seva forma actual, ja ho han fet, i els mitjans de comunicació no han aconseguit generar una major consciència pública sobre el tema. Però l'homo sapiens encara no ha fallat. Si, estem fallant, però encara hi ha temps per canviar tot (...) Resoldre el canvi climàtic és el desafiament més gran i complex que ha enfrontat l'homo sapiens. La solució, però, és molt simple, que fins i tot un nen petit podria entendre. Hem d'aturar les nostres emissions de gasos amb efecte d'hivernacle (...) O bé, evitem que les temperatures augmentin sobre els 1,5 °C o no ho fem. O evitem la reacció en cadena dels ecosistemes que es desfan o no ho fem. O triem continuar com a civilització o no. Els adults diuen: Hem de donar esperances a la propera generació. Però no vull la teva esperança, ni vull que la tinguis. Vull que entris en pànic, que sentis la por que jo sento cada dia, i després vull que actuïs (...) Vull que actuïs com si la teva casa estigués en flames, perquè això és el que està passant. | » |
| — Greta Thunberg davant l'Assemblea Anual del Fòrum Econòmic Mundial, 2019 | |   |

### Congrés del Comitè Econòmic i Social Europeu

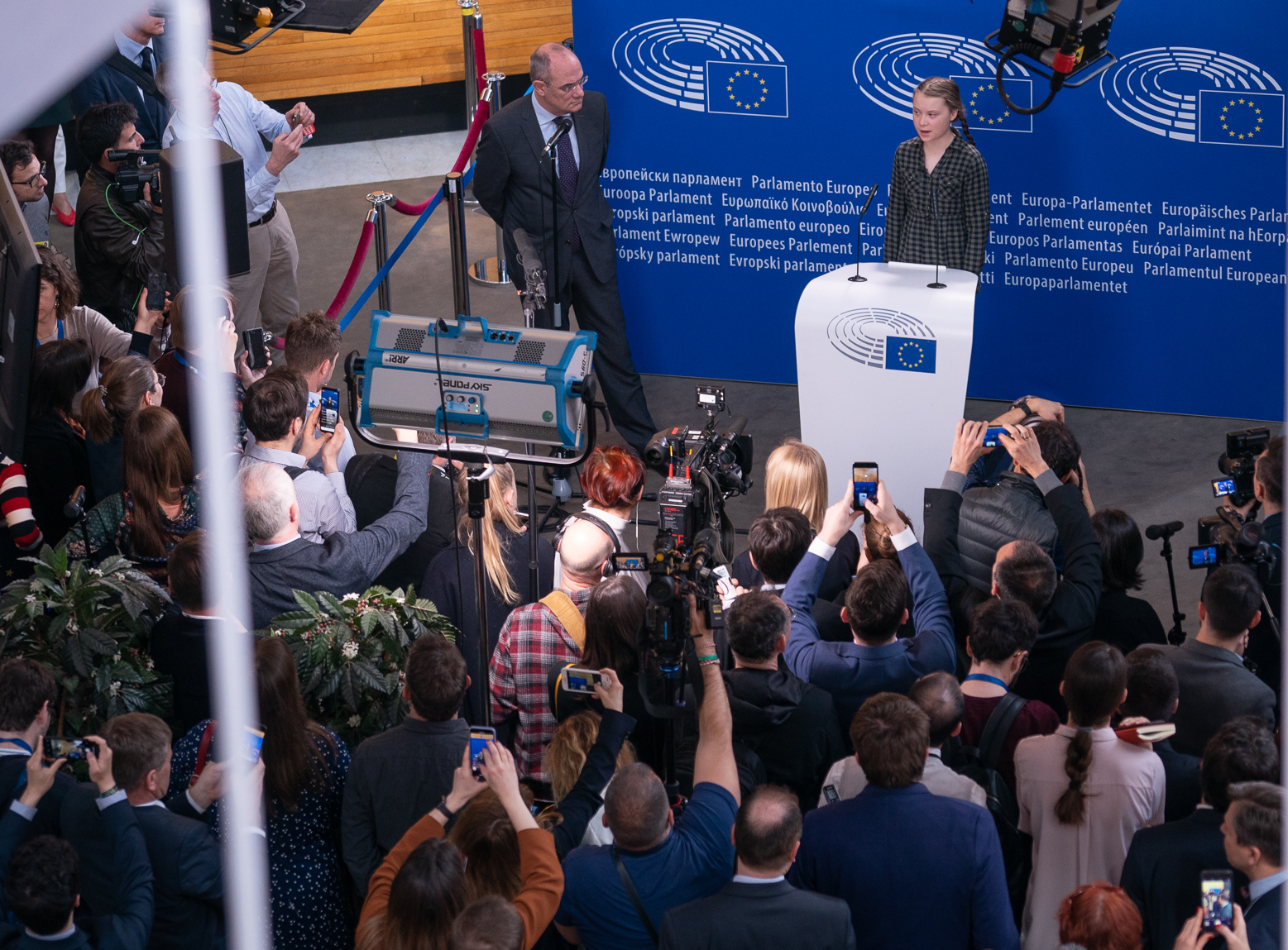
Greta Thumberg al Parlament Europeu

El 21 de febrer de 2019, va parlar en una conferència del Comitè Econòmic i Social Europeu i amb el cap de la Comissió Europea, Jean-Claude Juncker, on va dir que per limitar l'escalfament global a l'objectiu dels 2 °C establert a l'Acord sobre el clima de París, la UE havia de reduir les seves emissions de CO₂ en un 80% pel 2030, el doble del 40% fixat a París. «Si no ho fem», va dir, «tot el que quedarà del llegat dels nostres líders polítics serà el major fracàs de la història humana». Més tard, es va unir a 7.500 estudiants belgues en una protesta climàtica a Brussel·les.

### Berlín
El cap de setmana del 29 al 31 de març del 2019, Thunberg va visitar Berlín. Divendres, va parlar davant d'unes 25.000 persones prop de la Porta de Brandenburg, on va argumentar que «vivim en un món estrany on els nens han de sacrificar la seva pròpia educació per protestar contra la destrucció del seu futur. On la gent que han contribuït el mínim a aquesta crisi són els que més es veuran afectats». Després del discurs, Thunberg i la seva parella activista del clima van visitar el Potsdam-Institut für Klimafolgenforschung (PIK, Institut de Potsdam per a la investigació de l'impacte climàtic) i es van reunir amb els seus científics. Dissabte, Thunberg va rebre el premi especial «Goldene Kamera» (Càmera Daurada) a la fira anual de premis de cinema i televisió d'Alemanya. En el seu discurs d'acceptació a la gala, Thunberg va instar les celebritats de tot el món a utilitzar la seva influència i fer la seva part justa de l'activisme climàtic per ajudar-la.

### Parlament europeu
En una reunió d'abril de 2019 al Parlament Europeu a Estrasburg amb eurodiputats i oficials de la Unió Europea, va reprendre als presents «tres cimeres d'emergència sobre el Brexit i cap cimera d'emergència sobre la ruptura del clima i el medi ambient». Els debats sobre el canvi climàtic no han estat dominants a les cimeres de la UE perquè altres qüestions han tingut preferència. Va continuar: «La taxa d'extinció és fins a 10.000 vegades més ràpida que allò que es considera normal, amb fins a 200 espècies extingides cada dia». A més, el «l'erosió de la terra fèrtil, la desforestació de la selva tropical, la contaminació atmosfèrica tòxica, la pèrdua d'insectes i la vida silvestre, l'acidificació dels nostres oceans ... són totes les tendències desastroses». Thunberg va rebre una ovació de 30 segons al final del seu discurs.

## Premis i honors
Al maig de 2018, Thunberg va ser una de les guanyadores de la competició de Svenska Dagbladet, amb relació a escriure un article de debat sobre el clima per a la població jove. També va arribar a ser una de les tres nominades per al premi heroi juvenil del medi ambient del 2018, patrocinat per World Nature's Fund. Thunberg va ser nominada per la companyia elèctrica Telge Energi per al Children's Climate Prize, per a nens i joves que promouen el desenvolupament sostenible, però va declinar perquè els finalistes haurien de volar cap a Estocolm. Al novembre de 2018, se li va atorgar la beca Fryshuset de «Jove exemplar de l'Any». Al desembre de 2018, la revista Time va descriure a Thunberg com una de les 25 adolescents més influents del món del 2018.
El 8 de març de 2019, en ocasió del Dia Internacional de les Dones,els tabloides Aftonbladet i Expressen van posicionar a Thunberg com la «Dona de l'Any a Suècia», en una llista en la qual estaven nominades la política Ebba Bush, l'esportista Frida Karlsson, entre d'altres.
El 13 de març de 2019, dos diputats del parlament suec i tres diputats del parlament noruec van nominar a Thunberg com a candidata al Premi Nobel de la Pau. Aquests polítics van explicar la seva decisió argumentant que l'escalfament global serà la causa de «guerres, conflictes i refugiats» si no es fa res per aturar-lo. Thunberg va respondre que estava «honrada i molt agraïda» per la nominació.
El 31 de març de 2019 va rebre el premi especial alemany Goldene Kamera (Càmera Daurada) per a la protecció del clima. El 1r d'abril de 2019 va rebre el Prix Liberté (Premi Llibertat) de la regió de França de Normandia, que el va rebre a Caen el 21 de juliol d'aquest mateix any. El 12 d'abril de 2019 va compartir el Premi Fritt Ords de Noruega amb l'organització Nature and Youth; aquest premi s'atorga a la llibertat d'expressió.
A l'abril de 2019, la revista Time va descriure a Thunberg com una de les 100 persones més influents del 2019. En el mateix mes, l'organització xilena Fundación Milarepa para el Diálogo con Asia, encapçalada per Mario Aguilar de la Universitat de St Andrews, va anunciar que Thunberg havia estat seleccionada per rebre el Premi Laudato Si' de l'organització.
El 7 de juny de 2019, Amnistia Internacional li va lliurar el premi més prestigiós, el Premi Ambaixador de la Consciència, pel seu lideratge en el moviment climàtic. Thunberg va dir que el premi correspon per igual a totes les persones que han participat en el moviment Fridays for Future de vagues escolars pel clima. Thunberg va obtenir un doctor honoris causa per la Universitat de Mons.
El 12 de juliol de 2019, va rebre la Medalla de Medi Ambient de Geddes de la Royal Scottish Geographic Society, que li va atorgar automàticament la beca honoraria.
El desembre de 2019 la revista Time la va nomenar Person of the Year.

## Controvèrsia sobre afiliacions
Després que les vagues dels estudiants pel clima guanyessin popularitat, alguns van desacreditar-la o aprofitar-ne el perfil. A finals del 2018, Ingmar Rentzhog, fundador de l'organització sense ànim de lucre We Don't Have Time Foundation (Fundació no hi ha temps, WDHT), va reclutar a Thunberg per convertir-se en una jove assessora voluntària i va utilitzar-ne el nom i la imatge sense el seu coneixement ni permís per recaptar diners per a la WDHT, que va entregar els beneficis a We Don't Have Time AB, filial amb ànim de lucre de la qual Rentzhog és CEO. Thunberg no va rebre diners de la companyia i finalment va abandonar les seves funcions d'assessora voluntària amb la WDHT, afirmant que «no formo part de cap organització..., soc absolutament independent... (i) faig el que faig de manera gratuïta».